# Amauroascus albicans
Amauroascus albicans är en svampart som först beskrevs av Apinis, och fick sitt nu gällande namn av Arx 1971. Amauroascus albicans ingår i släktet Amauroascus och familjen Onygenaceae.   Inga underarter finns listade i Catalogue of Life.